# IFA L60
IFA L60 (zkratka Ludwigsfelde 60 metrických centů) byl střední nákladní automobil vyvinutý východoněmeckou automobilkou Industrieverband Fahrzeugbau (IFA). Ve své nabídce ho automobilka měla v letech 1986 až 1990, přičemž ho prodala asi dvacet tisíc kusů, než se celý závod stal součástí společnosti Mercedes-Benz. Automobil navazoval na svého předchůdce, model W50, který firma sériově vyráběla od roku 1965. Obě typové řady společnost vyráběla současně, byť model L60 měl původně postupně řadu W50 nahradit.
Vozidla řady L60 se vyznačovaly nosností 6,2 tuny a rozvorem náprav od 3200 milimetrů do 3860 milimetrů. Poháněl je vznětový řadový šestiválec o objemu 9,16 litru, který umožňoval nejvyšší výkon 132 kilowattů a točivý moment 634 Newtonmetrů. Do automobilu byla montována osmistupňová převodovka a pohon všech kol. Od roku 1988 se nabídka rozšířila o možnost náhonu pouze na zadní kola.

## Historie
Na konci 60. let začali v Ludwigsfelde kromě typu IFA W50 vyvíjet výkonnější nákladní automobil. Požadavky zahrnovaly sklopnou kabinu a použití šestiválcových motorů. V roce 1971 byl připraven první prototyp. Cílem bylo také standardizovat díly kabiny s výrobou Roburů. Tento projekt selhal kvůli ekonomickým omezením stejně jako použití kabiny Volvo. S vynaložením značného úsilí, ale téměř bez jakýchkoliv optických změn, byla nakonec ze staré kabiny modelu W50 vyvinuta sklopná kabina. První L60 (nultá série) nakonec sjel z výrobní linky v prosinci 1986, diktovaný exportními plány jako varianta s pohonem všech čtyř kol. Verze 4×2 byla nabízena od roku 1988, ale nebyla vyráběna až do roku 1989.
Když byl model IFA L60 představen v roce 1987, šlo o „dočasný přírůstek“ k typu IFA W50. Ve střednědobém a dlouhodobém horizontu bylo v plánu postupně nahradit typ W50 typem L60, jenže se tak nestalo, protože výroba byla ukončena krátce po pádu zdi v srpnu 1990 po dobrých třech letech výroby. Oproti W50 je dnes L60 v Německu málo rozšířená. Důvodem je kromě nižšího počtu kusů také složitější technologie a obtížnější obstarávání náhradních dílů.
Při navrhování L60 jako nástupce W50 byl kladen důraz na předpisy EHK, trendy v konstrukci užitkových vozidel, požadavky trhu a nízkou spotřebu paliva a hospodárnost. V tomto ohledu je L60 i přes svou vnější podobnost s W50 v mnoha ohledech novinkou. Mezi hlavní slabiny W50 patřily nízké užitečné zatížení a výkon motoru – ty byly u L60 vylepšeny. V porovnání s motorem 4 VD 14,5/12-1 SRW o výkonu 92 kW v modelu W50 se výkon L60 zvýšil o cca 43 % na 132 kW díky použití nově vyvinutého šestiválcového modulárního motoru. S užitečným zatížením zvýšeným o dobrou tunu, v závislosti na modelu, se poměr výkonu a hmotnosti zlepšil na 183,82 kg/kW pro tahač IFA L60 s 12t přívěsem. Spotřeba paliva se pohybuje v rozmezí 24–26 l/100 km a je tedy vyšší než u W50, ale v poměru k přepravované užitečné hmotnosti je u modelů s pohonem všech kol o 15 % nižší. Čtyři možné maximální rychlosti jsou široké 72, 82, 92 a 105 km/h a umožňují širokou škálu použití. Modely s pohonem všech kol jsou navrženy pro stoupavost až 60 % (v nenaloženém stavu), modely s pohonem zadních kol pro samotné vozidlo 35 %. Pro soupravu s vlekem je u všech modelů zajištěna stoupavost nejméně 18%. 

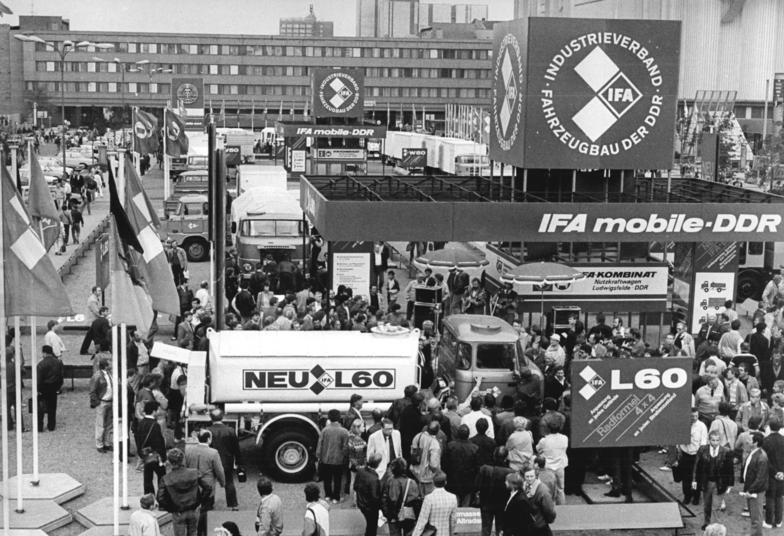
L60 na veletrhu v Lipsku
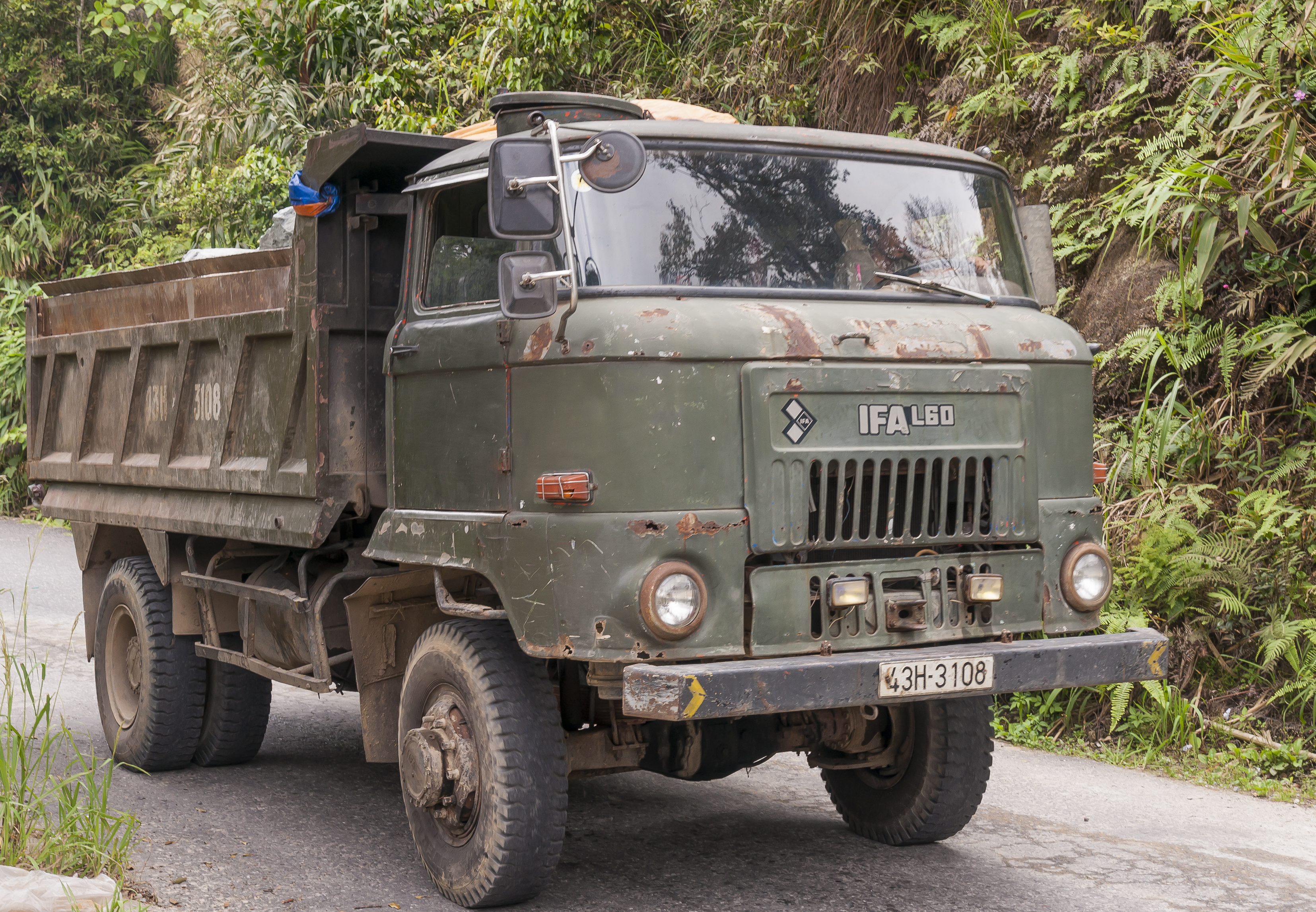
Sklápěč L60 ve Vietnamu
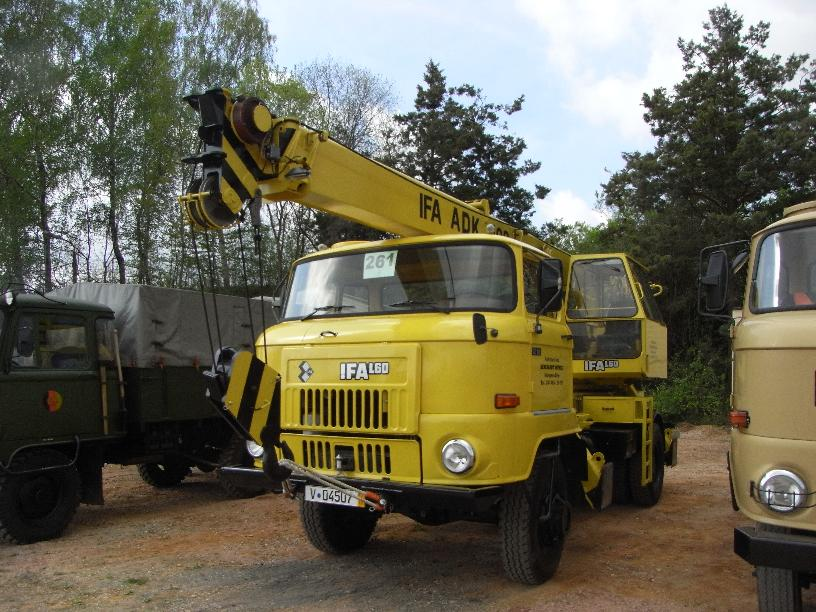
Jeřáb IFA ADK 100
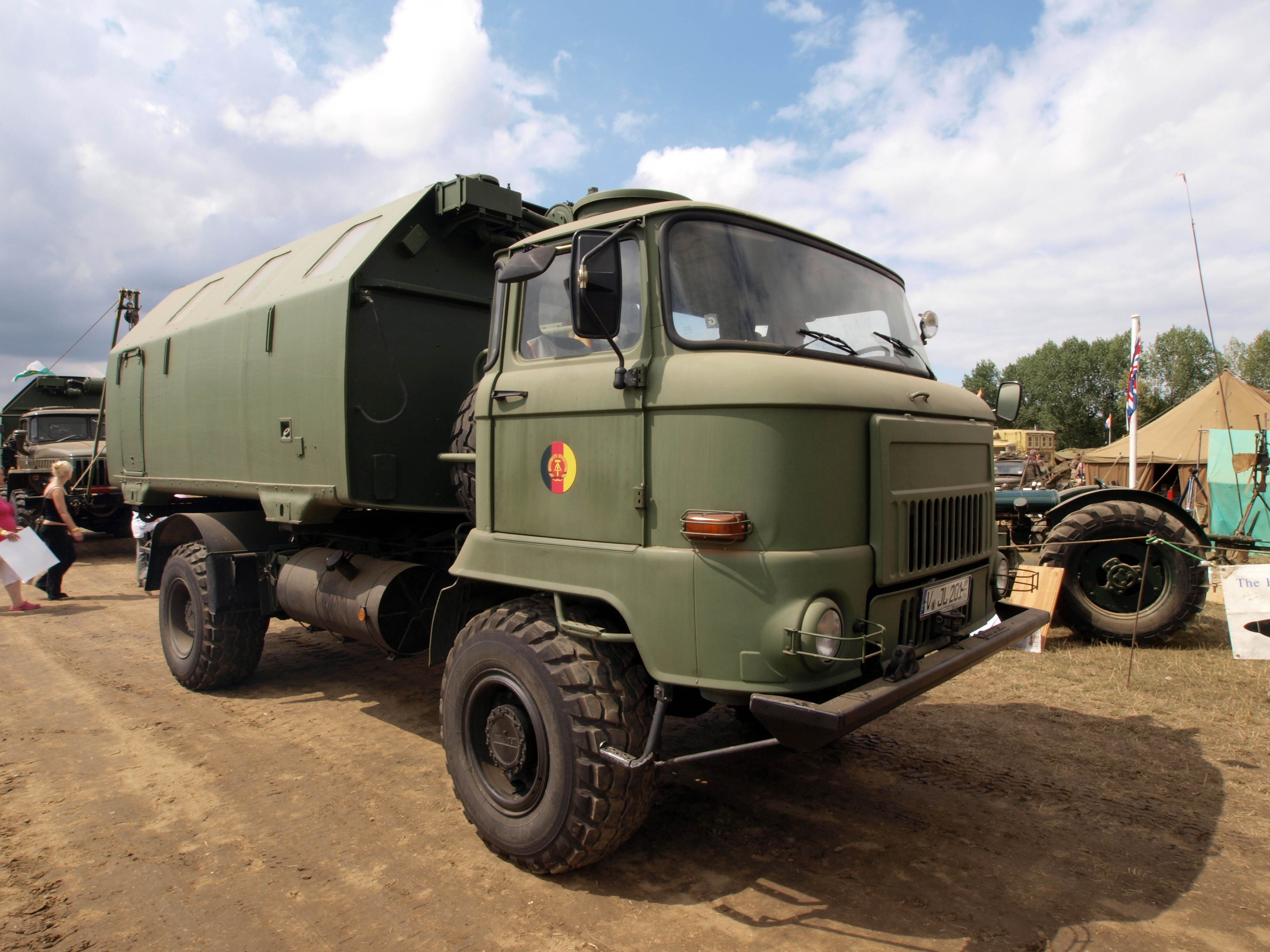
L60 s pohonem všech kol ve službách NVA
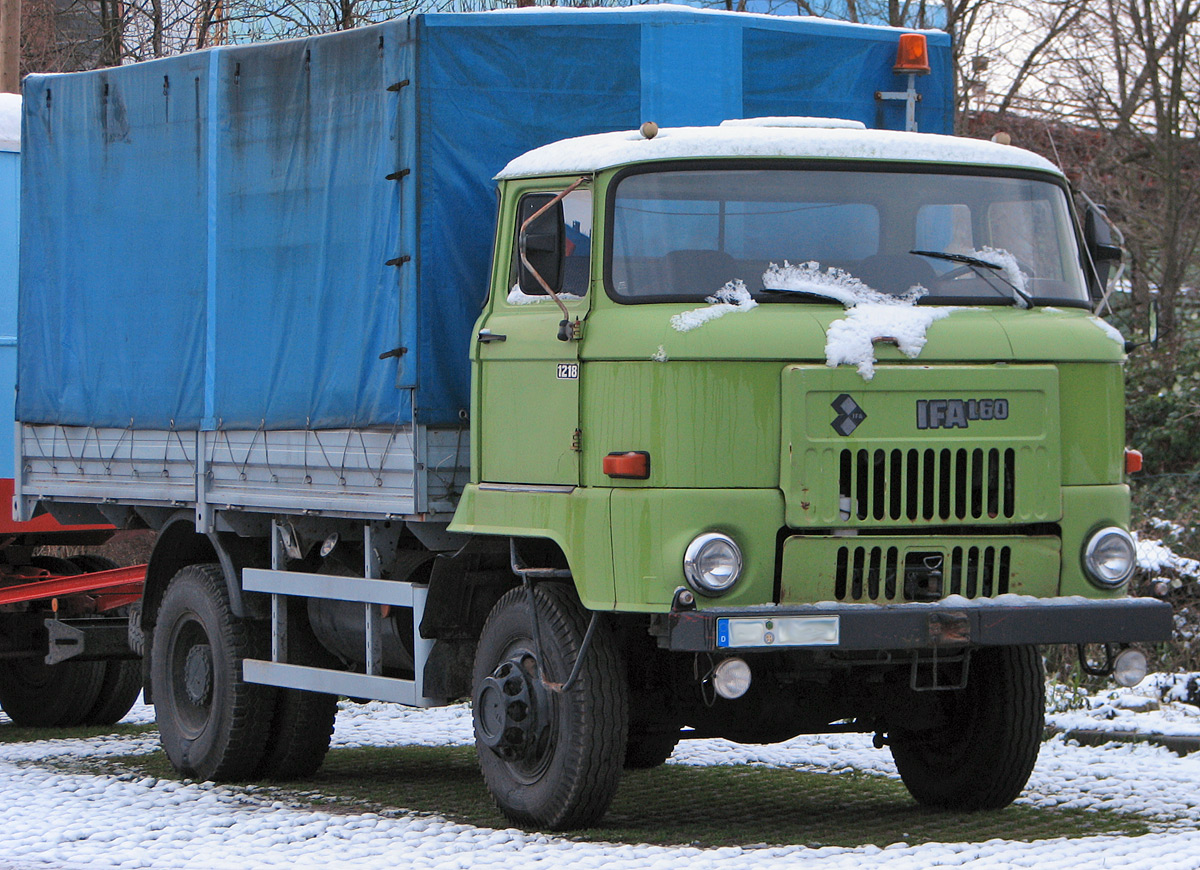
Valník IFA L60
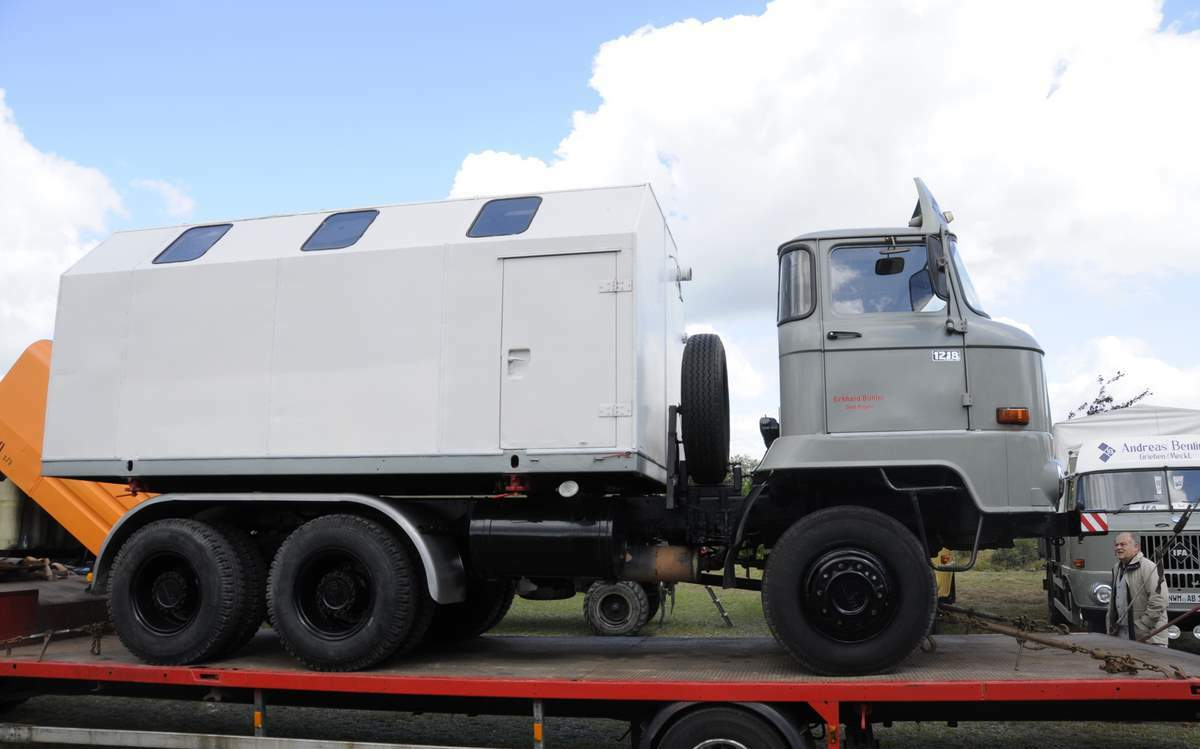
Prototyp třínápravového vozidla